# Munakata
Munakata (宗像市, むなかたし, Munakata-shi) est une ville située dans la préfecture de Fukuoka, sur l'île de Kyūshū, au Japon.

## Géographie

### Situation
Munakata se situe dans le nord de la préfecture de Fukuoka, au bord de la mer de Genkai.

### Municipalités limitrophes
| mer de Genkai | mer de Genkai | Okagaki          |
| Fukutsu       | Munakata      | Okagaki          |
| Fukutsu       | Miyawaka      | Kurate, Miyawaka |

### Démographie
En février 2022, la population de Munakata s'élevait à 97 201 habitants, répartis sur une superficie de 119,92 km2.

### Climat
Munakata a un climat subtropical humide. La température annuelle moyenne à Munakata est de 15,9 °C. Les précipitations annuelles moyennes sont de 1 665,2 mm, juillet étant le mois le plus humide.

## Histoire
Le 1er avril 1954, le bourg de Munakata est créé, par la fusion des bourgs d'Akama et Tōgō et des villages de Yoshitake, Nangō et Kawahi. Par la suite, le quartier de Yamada et le village de Jinkō y sont incorporés. Le 1er avril 2003, les bourgs de Genkai et de Gatsu sont absorbés par Munakata qui obtient le statut de ville.

## Culture locale et patrimoine
- Munakata-taisha

## Transports
Munakata est desservie par la ligne principale Kagoshima de la JR Kyushu. La gare d'Akama est la principale gare de la ville.